# 傑克·貝克利
雅各·彼得·貝克利（英語：Jacob Peter Beckley，1867年8月4日—1918年6月25日），綽號「鷹眼」，為美國職棒大聯盟的一壘手。生涯曾效力過阿勒格尼(今海盜)、公民、巨人、紅人與紅雀等隊。貝克利生涯有13季的打擊率突破3成，敲出244支三壘安打為大聯盟史上第四多。而他在1971年也成功入選名人堂。

## 職業生涯
1888年，21歲的貝克利登上大聯盟。在效力阿勒格尼隊一年半後，貝克利與其他8名隊友一起跳槽到球員聯盟，並加入匹茲堡公民，甚至連總教練都跟著轉隊。而貝克利也表示自己只是為了賺錢才到球員聯盟打球，但球員聯盟僅維持一年就解散，貝克利只好再度回到阿勒格尼。

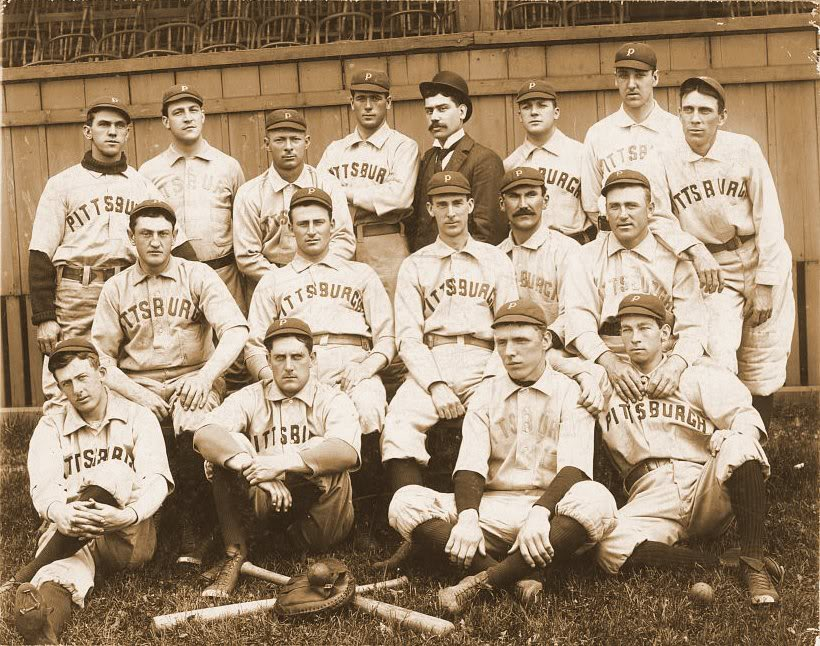
1896年的海盜隊，圖中第二排右二為貝克利

1896年7月25日，海盜將貝克利交易到巨人，換來Harry Davis。他在隔年球季的5月22日就遭到釋出，隨後他加盟紅人。貝克利曾在一場比賽偷偷塞了兩顆球，並用自己藏起來的球將當時還是新秀的何那斯·華格納給觸殺出局。1897年9月26日，貝克利演出單場三響砲。他在紅人隊打了7年，最後加入紅雀。
1907年，貝克利宣布退休，當時他只差70支安打就能進入3000安俱樂部。在當時安打數僅次於Cap Anson。而他生涯244支三壘安打目前仍是大聯盟第四高，生涯3成打擊率也是海盜隊史一壘手之最。貝克利目前還保有一項大聯盟紀錄，那就是生涯23767次的刺殺數。

## 生涯打擊成績
| 出賽次數 | 打席  | 打數 | 得分 | 安打 | 二安 | 三安 | 全壘打 | 打點 | 盜壘 | 保送 | 三振 | 打擊率 | 上壘率 | 長打率 | OPS  |
| -------- | ----- | ---- | ---- | ---- | ---- | ---- | ------ | ---- | ---- | ---- | ---- | ------ | ------ | ------ | ---- |
| 2392     | 10518 | 9551 | 1603 | 2938 | 473  | 244  | 87     | 1581 | 315  | 616  | 526  | .308   | .361   | .436   | .797 |

## 晚年
離開大聯盟後，貝克利到美國協會球隊擔任球員兼總教練。1913年，他在聯邦聯盟擔任主審。
貝克利在1891年結婚，但他的妻子在結婚7個月後就因肺結核去世。他在退休後再婚，最後他於1918年因心臟病離世，享年50歲。而貝克利在1971年入選名人堂，2014年入選紅人隊名人堂。

## 外部連結
- 球員資訊和成績在MLB，ESPN，Retrosheet ，Baseball Reference ，Baseball Reference (Minors) ，Fangraphs ，The Baseball Cube ，Baseball Almanac （英文）